# Рончевский, Рышард
Рышард Рончевский (пол. Ryszard Ronczewski, 27 июня 1930, Виленское воеводство — 17 октября 2020, Сопот, Поморское воеводство) — польский актёр театра и кино и режиссёр.

## Биография
Отец Рышарда — Влодзимеж Рончевский (1900—1965) — работал в транспортном агентстве «Orbis», мама — Ольга (1903—1987) — учитель.
В 1936—1943 годах жил во Львове, затем в Якторове под Варшавой, с 1945 года до смерти — в Сопоте. В 1954 году дебютировал в Лодзинском Всеобщем театре. В 1955—1956 учился в Киношколе в Лодзи. Был актёром Нового театра в Лодзи (1956—1957), Варшавской оперетты (1958—1959) и Sopocka Estrada (1960—1969), Театра Выбжеже в Гданьске (1966—1974). С 1970 по 1974 год был художественным руководителем Estrada Sopocka и Международного фестиваля песни в Сопоте. В 1974—1979 годах — директор Музыкального театра в Гдыне, а с 1983 по 1984 год — актёр этого театра. С 1984 года снова был связан с Театром Выбжеже в Гданьске.

## Фильмография
- 2012 «Колоски»
- 2003 «Король Убю»
- 2003 «Древнее предание: Когда солнце было богом»
- 2001 «Лики смерти»
- 1994 «Поездка на восток»
- 1993 «Аляска Кид»
- 1978 «До последней капли крови»
- 1976 «Зелёный — прошлое…»
- 1975 «Казимир Великий»
- 1974 «Первый правитель»
- 1969 «Пан Володыёвский»
- 1968 «Волчье эхо» — «Мисьо», член банды Мороня
- 1967 «Вестерплатте»
- 1966 «Бич Божий»
- 1966 «Лекарство от любви»
- 1965 «Фараон»
- 1964 «Конец нашего света»
- 1964 «Рукопись, найденная в Сарагосе» — слуга шейха
- 1964 «Барышня в окошке»
- 1964 «Итальянец в Варшаве»
- 1963 «Крещённые огнём»
- 1963 «Дневник пани Ганки»
- 1962 «О тех, кто украл Луну»
- 1961 «Минувшее время»
- 1960 «Косоглазое счастье»
- 1960 «Крестоносцы»
- 1959 «Сатана из седьмого класса»
- 1959 «Ева хочет спать»